# Tierra de Plasencia

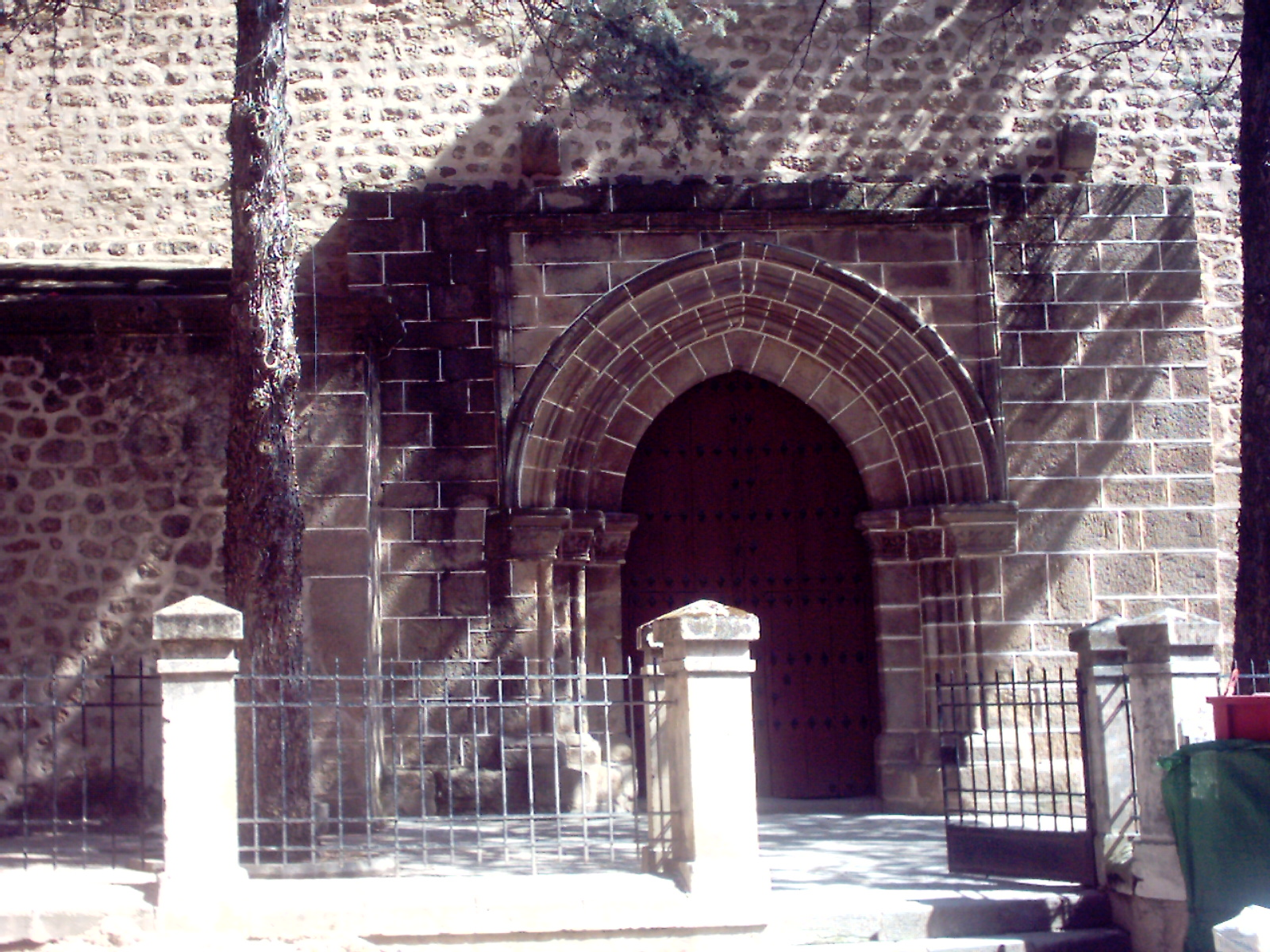
El Concejo se reunía «a campana tañida» en el atrio de la iglesia de San Esteban.

La comunidad de villa y tierra conocida a veces de manera incorrecta como «Sexmo de Plasencia» fue la encargada de la administración de los bienes comunales de setenta pueblos del norte de Extremadura desde la fundación de la ciudad por Alfonso VIII a finales del siglo XII (1186) —a costa de la vecina comunidad de Ávila— hasta la llamada «desamortización de Madoz» de 1854 a 1856.
Destaca especialmente la señorialización de la tierra desde el reinado de Alfonso X, en que su alfoz padece los primeros recortes territoriales, hasta el de Femando IV, en que el proceso alcanza su mayor difusión debido en parte a una serie de circunstancias tales como el fracaso de la labor repobladora del Concejo o, sobre todo, al compromiso de la Corona de retribuir así a ciertos colaboradores, en su mayor parte nobles placentinos cabezas de los principales linajes de la villa.

## Límites geohistóricos

Mapa de las comunidades de villa y tierra del Reino de Castilla.

Junto a las de Trujillo, Cáceres, Badajoz, Alcántara, Zafra, Medellín y Magacela, aparece como una de las ocho grandes comunidades de villa y tierra extremeñas, con una extensión aproximada de unas 300 000 hectáreas, lo que supone el 7,7% de los 38 489,5 km² que integraban la provincia de Extremadura a finales del siglo XVIII.
Comprende los valles del Ambroz y el Jerte, la Vera del Tiétar y todo el territorio al sur de Plasencia hasta el Tajo, incluida gran parte de la comarca cacereña de Campo Arañuelo.

## Economía
El caudal de los bienes comunales está básicamente compuesto de dehesas boyales y baldíos, considerándose tierras que solo permiten el aprovechamiento ganadero; no se trata de áreas de ubicación definitiva sino más bien de paso, ya que el desplazamiento de los grandes rebaños solía realizarse hacia tierras más meridionales.

## Organización territorial
Por su considerable extensión (8264,8 km²), se divide en tres sexmerías:
| Nombre                         | Observaciones |
| ------------------------------ | --- |
| Sexmería del Valle y Trasierra | La más septentrional. Sus tierras estaban recorridas por el Jerte y en ella se encontraban la propia ciudad de Plasencia junto a otras villas de cierta consideración como Tornavacas, Navaconcejo o Garganta la Olla.                                                        |
| Sexmería de la Vera            | En el centro. Estaba cruzada por el Tiétar y fue repoblada entre finales del siglo XIII y comienzos del XIV. Entre sus centros de población más destacados, cabe mencionar las aldeas de Jaraíz, Valverde de la Vera o Arroyomolinos.                                         |
| Sexmería de Campo Arañuelo     | Comprendía un enorme territorio de 2800 km² —más de un tercio del total— y abarcaba concejos tan importantes como Jaraicejo, la Campana de la Mata y la Campana de Albalat. Los enfrentamientos entre la ciudad de Plasencia y las villas de Campo Arañuelo serán constantes. |